# Pluteus 29.1
Pluteus 29.1, també conegut com a Manuscrit de Florència, és un manuscrit il·luminat conservat a la Biblioteca Laurenziana de Florència. Sembla que el manuscrit fou elaborat pel taller de Johannes Grusch a París durant la segona meitat del segle xiii, entre 1245 i 1255.

## Descripció

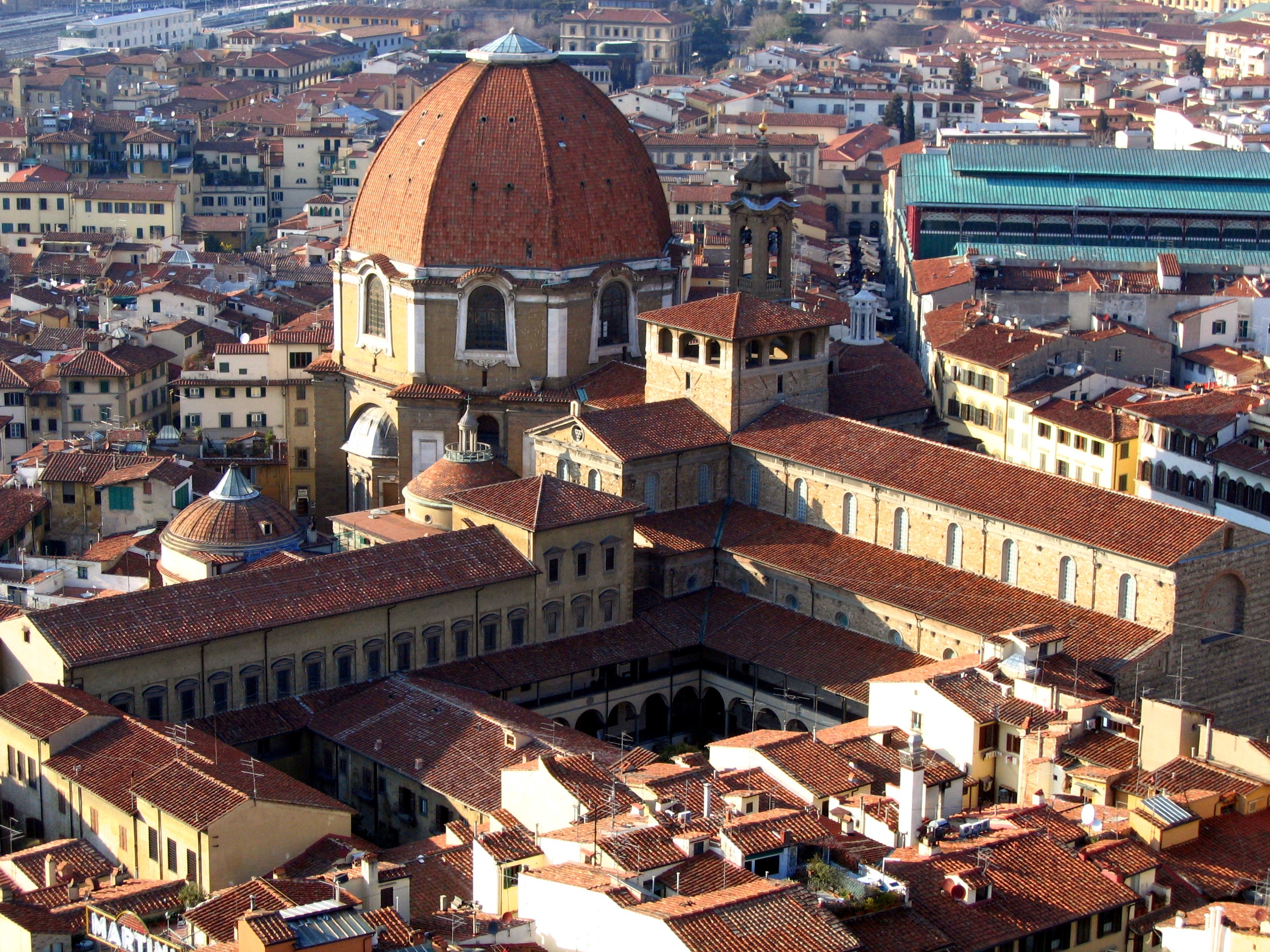
Exterior de la Biblioteca Laurenciana de Florència

És un manuscrit de grans dimensions, de 232 × 157, escrit per una sola mà i dividit en 11 fascicles, tots organitzats seguint l'any litúrgic. Conté dotze pentagrames. El manuscrit presenta una llacuna que s'ha identificat a causa d'una doble paginació.
És la col·lecció més gran existent de música escrita en l'estil de l'escola de Notre-Dame, sobretot d'organa, conducti i motets. Inclou 1.023 composicions, totes religioses, escrites per al Nadal, Pasqua, Pentecosta i l'Assumpció, així com per a altres cultes de París: Sainte-Madeleine, Saint-André o Saint Denis. Constitueix en essència una còpia del Magnus Liber Organi de Léonin (amb un centenar de peces atribuïdes), juntament amb els afegits de Pérotin i de la seua escola descrita per l'Anònim IV en el capítol VI.
La notació musical emprada és modal.
La il·luminació del manuscrit la formen tretze inicials i una miniatura que ocupa una pàgina completa que fa de portada o frontispici al llibre.
El manuscrit es publicà en facsímil per l'Institut de la Música Medieval al 1967.